# Großer Preis von Großbritannien 2010
Der Große Preis von Großbritannien 2010 (offiziell 2010 Formula 1 Santander British Grand Prix) fand am 11. Juli auf dem Silverstone Circuit in Silverstone statt und war das zehnte Rennen der Formel-1-Weltmeisterschaft 2010.

## Berichte

### Hintergrund
Nach dem Großen Preis von Europa führte Lewis Hamilton in der Fahrerwertung mit sechs Punkten vor Jenson Button und mit zwölf Punkten vor Sebastian Vettel. In der Konstrukteurswertung führte McLaren-Mercedes mit 30 Punkten vor Red Bull-Renault und mit 89 Punkten vor Ferrari.
Der Kurs wurde umgebaut und fand 2010 auf der neuen „Arena“-Variante statt.
Vor dem Rennwochenende gab es einen Fahrerwechsel: Bei HRT wurde Bruno Senna durch Sakon Yamamoto, der zuletzt beim Großen Preis von Brasilien 2007 an den Start gegangen war, ersetzt.
Mit Michael Schumacher (dreimal), Rubens Barrichello, Fernando Alonso, Hamilton und Vettel (jeweils einmal) traten fünf ehemalige Sieger zu diesem Grand Prix an.

### Training
Im ersten freien Training erzielte Vettel die schnellste Runde vor Hamilton und Robert Kubica. Paul di Resta übernahm für dieses Training das Cockpit von Vitantonio Liuzzi.
Im zweiten freien Training erzielte Vettels Teamkollege Webber die schnellste Runde. Auf Platz zwei und drei folgten Alonso und Vettel.
Im dritten freien Training am Samstag setzte sich Vettel erneut an die Spitze des Feldes. Webber wurde vor Alonso Zweiter.

### Qualifying
Das Qualifying bestand aus drei Teilen mit einer Nettolaufzeit von 45 Minuten. Im ersten Qualifying-Segment (Q1) hatten die Fahrer 18 Minuten Zeit, um sich für das Rennen zu qualifizieren. Die besten 17 Fahrer erreichten den nächsten Teil. Im ersten Abschnitt fuhr Vettel die schnellste Runde. Die HRT-, Virgin- und Lotus-Piloten sowie Jaime Alguersuari schieden aus.
Im zweiten Qualifyings-Segment (Q2) übernahm Webber die Führung von seinem Teamkollegen. Die Force-India-Piloten, Sébastien Buemi, Witali Petrow, Button, Nico Hülkenberg und Kamui Kobayashi schieden aus.
Im finalen Abschnitt (Q3) sicherte sich schlussendlich Vettel seine zehnte Pole-Position vor seinem Teamkollegen Webber und Alonso.
Liuzzi wurde nach dem Qualifying um fünf Plätze in der Startaufstellung zurückversetzt. Der Italiener hatte Hülkenberg auf dessen schneller Runde behindert, obwohl ihm blaue Flaggen gezeigt worden waren.
Bei Red Bull Racing kam es nach dem Qualifying erneut zu einem teaminternen Streit, da sich Webber gegenüber Vettel benachteiligt sah, nachdem er seinen Frontflügel an Vettel, dessen Exemplar im Training beschädigt worden war, hatte abgeben müssen. Das Team hatte nur zwei Frontflügel dieser Spezifikation mitgebracht.

### Rennen

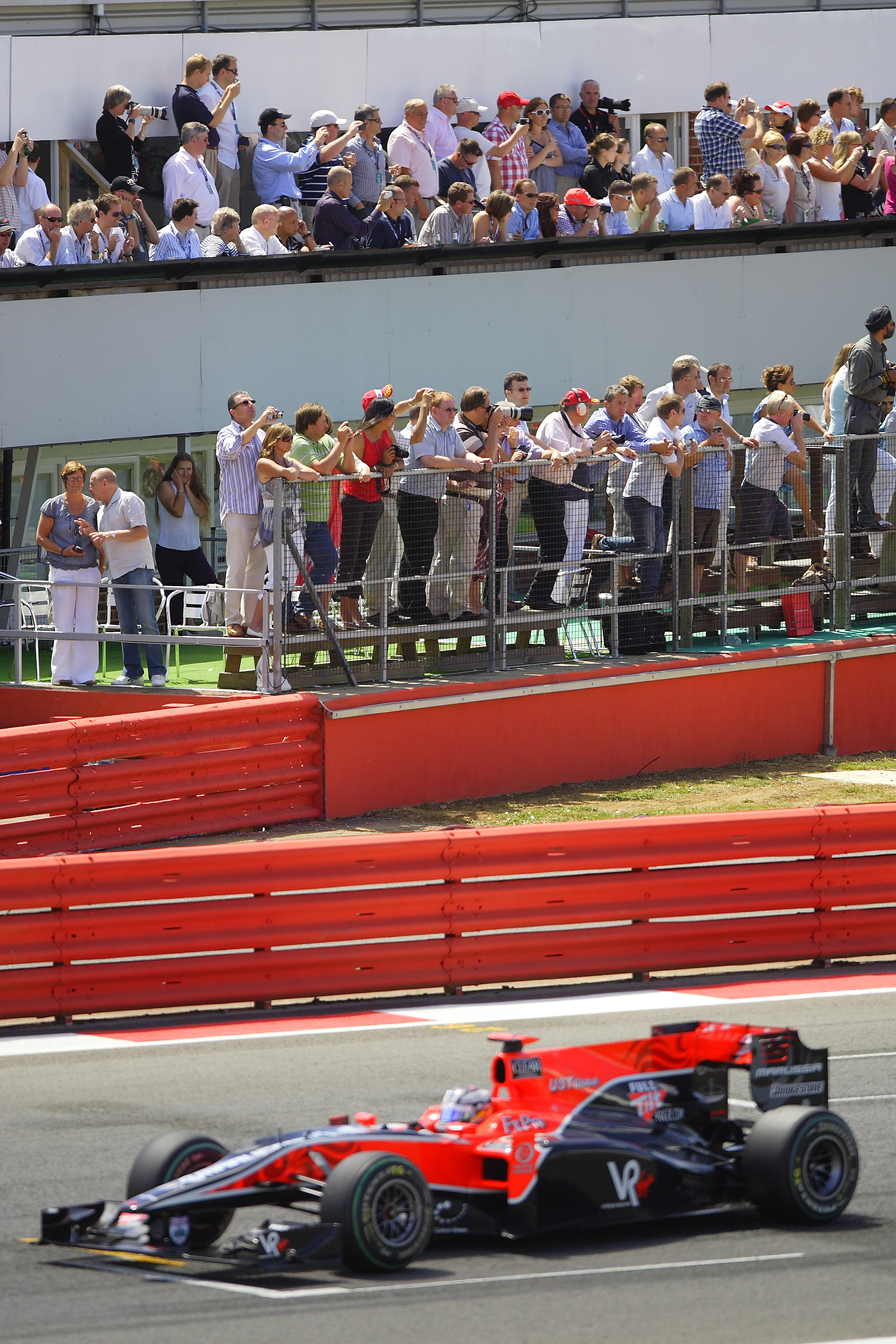
Timo Glock auf seinem Startplatz

Beim Start zum Großen Preis von Großbritannien, der mit 120.000 Zuschauern restlos ausverkauft war, setzte sich der zweitplatzierte Red-Bull-Renault-Pilot Webber gegen seinen von der Pole-Position startenden Teamkollegen Vettel durch. Vettel fuhr als Zweiter durch die erste Kurve und wurde in der Copse von Hamilton, der auf Platz drei lag, berührt. Dabei erlitt Vettel einen Reifenschaden am rechten Hinterrad, der sich in der Becketts, in der er geradeaus fuhr, bemerkbar machte. Webber führte das Feld vor Hamilton, Kubica und Nico Rosberg an. Alonso hatte von Platz drei startend keinen guten Start und verlor einige Plätze. Für Aufsehen sorgte ein Positionskampf mit seinem Teamkollegen Felipe Massa, der nach einer Berührung mit Alonso ebenfalls einen Reifenschaden erlitt. Nach der ersten Runde belegte der Spanier den fünften Platz.
Massa und Vettel mussten mit ihren Reifenschäden zum Wechseln an die Box und fielen ans Ende des Feldes zurück, wobei Massa relativ schnell an den Fahrern der neuen Teams vorbeifahren konnte, während Vettel, der fast eine komplette Runde mit einem Reifenschaden absolvieren musste, schon einen Rückstand von über einer Minute hatte. Einen besonders guten Start hatte Weltmeister Button, der von Platz 14 auf die achte Position vorgefahren war. An der Spitze setzte Webber sich leicht von Hamilton ab und beide Piloten lösten sich vom Rest des Feldes. Der Grund für diese Trennung war der drittplatzierte Pilot Kubica, hinter dem sich eine längere Kette von Piloten bildete. Rosberg, der direkt hinter ihm lag, war nicht in der Lage ihn zu überholen.

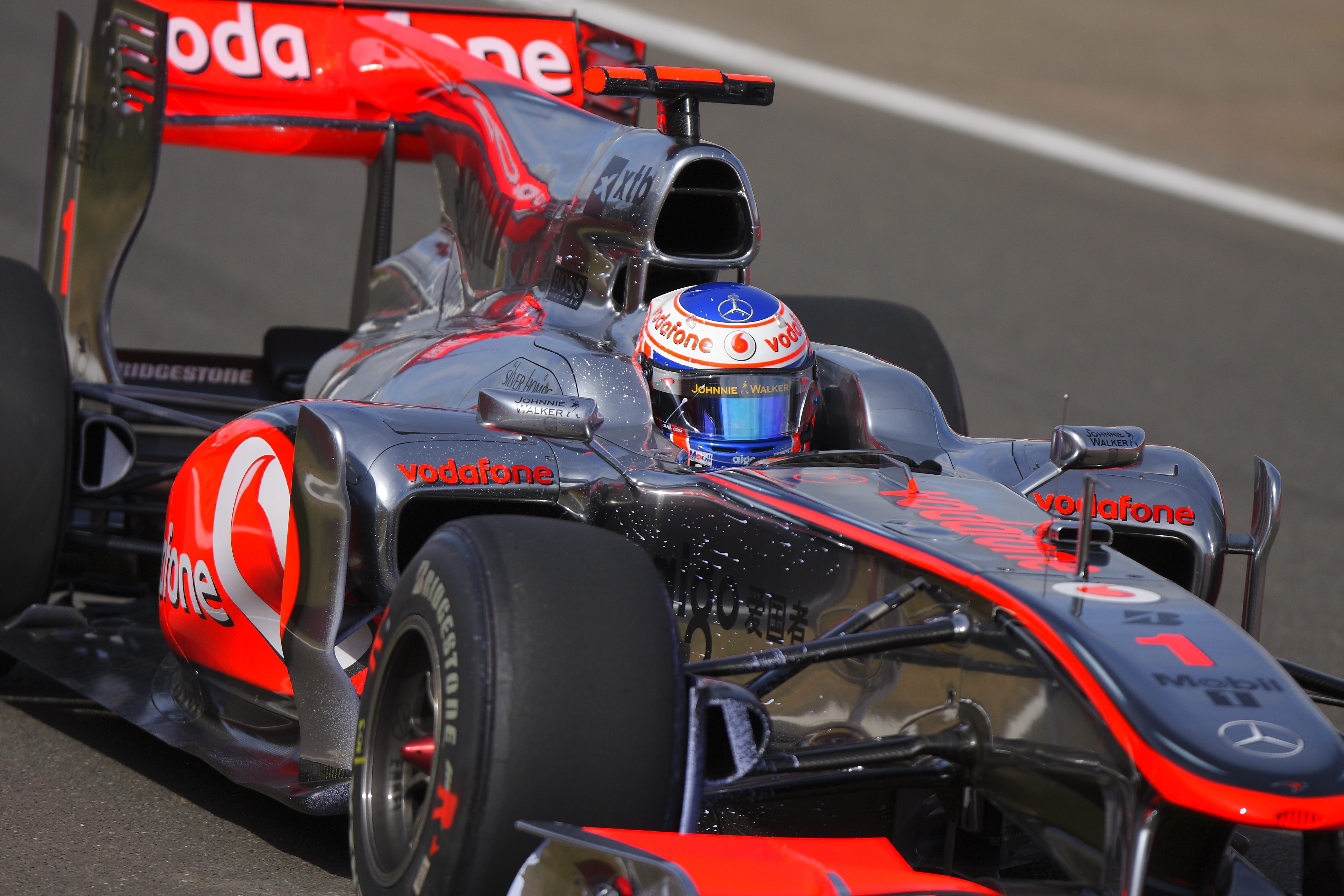
Jenson Button fuhr bei seinem Heim-Grand-Prix auf den vierten Platz

Nachdem Virgin-Pilot Lucas di Grassi mit Hydraulikproblemen ausgefallen war, eröffnete Schumacher die Phase der Boxenstopps. Da sein direkter Konkurrent, Kobayashi, eine Runde später an die Box kam, profitierte er von dieser Taktik nicht. Mehr Erfolg hatte Schumachers Mercedes-Teamkollege Rosberg, der sich für einen späteren Boxenstopp entschied und damit an Kubica vorbeiging.
Hinter Rosberg kam es zum Duell zwischen Kubica und Alonso. Nachdem der Ferrari-Pilot Kubica mehrfach attackiert hatte, griff er Kubica ausgangs der Stowe an und lag vor der Vale vor ihm. Allerdings verteidigte der Renault-Pilot seine Position und drückte Alonso auf die Wiese. Alonso kürzte dabei die Strecke ab und ging so an Kubica vorbei. Nachdem es einige Runden keine Meldung von der Rennleitung gegeben hatte und Kubica mit einem Antriebswellenschaden ausgeschieden war, entschieden die Rennkommissare, zu denen bei diesem Grand Prix Nigel Mansell gehörte, eine Durchfahrtsstrafe für Alonso zu verhängen. Über die Rechtmäßigkeit der Strafe gab es nach dem Rennen unterschiedliche Ansichten von ehemaligen Formel-1-Rennfahrern. Während David Coulthard und Marc Surer die Strafe als ungerechtfertigt empfanden, vertrat Nick Heidfeld die Meinung, dass die Rennkommissare die richtige Entscheidung getroffen haben.

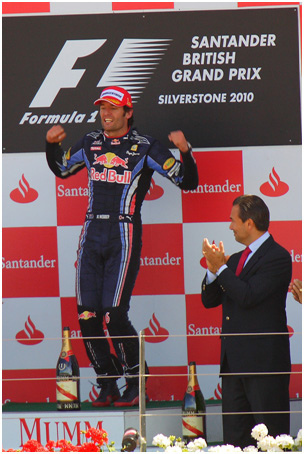
Mark Webber gewann den Großen Preis von Großbritannien

Alonso verlor wegen der Strafe viele Positionen, da kurz nachdem die Strafe verhängt worden war, eine Safety-Car-Phase notwendig wurde, weil Pedro de la Rosa einen Teil seines Heckflügels verloren hatte und Teile auf der Fahrbahn lagen. De la Rosa musste das Rennen anschließend aufgeben. Alonso konnte seine Strafe somit erst nach der Safety-Car-Phase absolvieren und war anschließend der letzte Pilot in der Führungsrunde. Auch für Webber kam die Safety-Car-Phase ungelegen, da er damit seinen Vorsprung verlor. Sein Teamkollege Vettel profitierte hingegen durch die Safety-Car-Phase, weil er wieder den Anschluss an die vor ihm liegenden Fahrer erhielt.
Während Webber nach der Safety-Car-Phase wieder vorne wegzog, machte Vettel im Mittelfeld einige Positionen gut und er verbesserte sich nach fünf Überholmanövern auf den siebten Platz. Am längsten dauerte dabei sein letztes Duell gegen seinen Landsmann Adrian Sutil. Die Ferrari-Piloten erlitten beide in der Endphase des Rennens in Positionskämpfen einen Reifenschaden und mussten einen weiteren Boxenstopp absolvieren. Mit den neuen Reifen gelang es ihnen allerdings in der Tabelle der schnellsten Rennrunden angeführt von Alonso die ersten zwei Plätze zu übernehmen.
Nachdem Alguersuari acht Runden vor Schluss mit einem Bremsdefekt ausgefallen war, sicherte sich Webber vor Hamilton und Rosberg seinen dritten Saisonsieg. Nachdem er durchs Ziel gefahren war, funkte Webber seinem Teamchef Christian Horner die Bemerkung „not bad for a number two driver“ („Nicht schlecht für einen Nummer-zwei-Piloten“) zu und spielte auf die teaminternen Differenzen im Vorfeld des Grand Prix an. Ein paar Tage nach dem Rennen entschuldigte er sich für seine Äußerungen im Rahmen des Grand Prix. Button, Barrichello, Kobayashi, der die bisher beste Platzierung für Sauber in dieser Saison erzielt hatte, Vettel, Sutil, Schumacher und Hülkenberg komplettierten die Punkteränge.
In der Fahrerweltmeisterschaft behielt Hamilton die Spitzenposition und vergrößerte die Führung auf den zweitplatzierten Button weiter. Webber übernahm den dritten Platz von seinem Teamkollegen Vettel. Bei den Konstrukteuren behielt McLaren-Mercedes die Spitzenposition vor Red Bull-Renault und Ferrari.

## Meldeliste
| Team                         | Nr. | Fahrer             | Chassis           | Motor                | Reifen |
| ---------------------------- | --- | ------------------ | ----------------- | -------------------- | ------ |
| Vodafone McLaren Mercedes    | 01  | Jenson Button      | McLaren MP4-25    | Mercedes-Benz 2.4 V8 | B      |
| Vodafone McLaren Mercedes    | 02  | Lewis Hamilton     | McLaren MP4-25    | Mercedes-Benz 2.4 V8 | B      |
| Mercedes GP Petronas F1 Team | 03  | Michael Schumacher | Mercedes MGP W01  | Mercedes-Benz 2.4 V8 | B      |
| Mercedes GP Petronas F1 Team | 04  | Nico Rosberg       | Mercedes MGP W01  | Mercedes-Benz 2.4 V8 | B      |
| Red Bull Racing              | 05  | Sebastian Vettel   | Red Bull RB6      | Renault 2.4 V8       | B      |
| Red Bull Racing              | 06  | Mark Webber        | Red Bull RB6      | Renault 2.4 V8       | B      |
| Scuderia Ferrari Marlboro    | 07  | Felipe Massa       | Ferrari F10       | Ferrari 2.4 V8       | B      |
| Scuderia Ferrari Marlboro    | 08  | Fernando Alonso    | Ferrari F10       | Ferrari 2.4 V8       | B      |
| AT&T Williams                | 09  | Rubens Barrichello | Williams FW32     | Cosworth 2.4 V8      | B      |
| AT&T Williams                | 10  | Nico Hülkenberg    | Williams FW32     | Cosworth 2.4 V8      | B      |
| Renault F1 Team              | 11  | Robert Kubica      | Renault R30       | Renault 2.4 V8       | B      |
| Renault F1 Team              | 12  | Witali Petrow      | Renault R30       | Renault 2.4 V8       | B      |
| Force India F1 Team          | 14  | Adrian Sutil       | Force India VJM03 | Mercedes-Benz 2.4 V8 | B      |
| Force India F1 Team          | 15  | Paul di Resta      | Force India VJM03 | Mercedes-Benz 2.4 V8 | B      |
| Force India F1 Team          | 15  | Vitantonio Liuzzi  | Force India VJM03 | Mercedes-Benz 2.4 V8 | B      |
| Scuderia Toro Rosso          | 16  | Sébastien Buemi    | Toro Rosso STR5   | Ferrari 2.4 V8       | B      |
| Scuderia Toro Rosso          | 17  | Jaime Alguersuari  | Toro Rosso STR5   | Ferrari 2.4 V8       | B      |
| Lotus Racing                 | 18  | Fairuz Fauzy       | Lotus T127        | Cosworth 2.4 V8      | B      |
| Lotus Racing                 | 18  | Jarno Trulli       | Lotus T127        | Cosworth 2.4 V8      | B      |
| Lotus Racing                 | 19  | Heikki Kovalainen  | Lotus T127        | Cosworth 2.4 V8      | B      |
| HRT F1 Team                  | 20  | Karun Chandhok     | HRT F110          | Cosworth 2.4 V8      | B      |
| HRT F1 Team                  | 21  | Sakon Yamamoto     | HRT F110          | Cosworth 2.4 V8      | B      |
| BMW Sauber F1 Team           | 22  | Pedro de la Rosa   | Sauber C29        | Ferrari 2.4 V8       | B      |
| BMW Sauber F1 Team           | 23  | Kamui Kobayashi    | Sauber C29        | Ferrari 2.4 V8       | B      |
| Virgin Racing                | 24  | Timo Glock         | Virgin VR-01      | Cosworth 2.4 V8      | B      |
| Virgin Racing                | 25  | Lucas di Grassi    | Virgin VR-01      | Cosworth 2.4 V8      | B      |

Anmerkungen
1. 1 2  Di Resta fuhr den Force India mit der Nummer 15 im ersten freien Training. Liuzzi übernahm das Fahrzeug anschließend für das restliche Rennwochenende.
2. 1 2  Fauzy fuhr den Lotus mit der Nummer 18 im ersten freien Training. Trulli übernahm das Fahrzeug anschließend für das restliche Rennwochenende.

## Klassifikationen

### Qualifying
| Pos. | Fahrer             | Konstrukteur         | Q1       | Q2       | Q3       | Start |
| ---- | ------------------ | -------------------- | -------- | -------- | -------- | ----- |
| 01   | Sebastian Vettel   | Red Bull-Renault     | 1:30,841 | 1:30,480 | 1:29,615 | 01    |
| 02   | Mark Webber        | Red Bull-Renault     | 1:30,858 | 1:30,114 | 1:29,758 | 02    |
| 03   | Fernando Alonso    | Ferrari              | 1:30,997 | 1:30,700 | 1:30,426 | 03    |
| 04   | Lewis Hamilton     | McLaren-Mercedes     | 1:31,297 | 1:31,118 | 1:30,556 | 04    |
| 05   | Nico Rosberg       | Mercedes             | 1:31,626 | 1:31,085 | 1:30,625 | 05    |
| 06   | Robert Kubica      | Renault              | 1:31,680 | 1:31,344 | 1:31,040 | 06    |
| 07   | Felipe Massa       | Ferrari              | 1:31,313 | 1:31,010 | 1:31,172 | 07    |
| 08   | Rubens Barrichello | Williams-Cosworth    | 1:31,424 | 1:31,126 | 1:31,175 | 08    |
| 09   | Pedro de la Rosa   | Sauber-Ferrari       | 1:31,533 | 1:31,327 | 1:31,274 | 09    |
| 10   | Michael Schumacher | Mercedes             | 1:32,058 | 1:31,022 | 1:31,430 | 10    |
| 11   | Adrian Sutil       | Force India-Mercedes | 1:31,109 | 1:31,399 | –        | 11    |
| 12   | Kamui Kobayashi    | Sauber-Ferrari       | 1:31,851 | 1:31,421 | –        | 12    |
| 13   | Nico Hülkenberg    | Williams-Cosworth    | 1:32,144 | 1:31,635 | –        | 13    |
| 14   | Jenson Button      | McLaren-Mercedes     | 1:31,435 | 1:31,699 | –        | 14    |
| 15   | Vitantonio Liuzzi  | Force India-Mercedes | 1:32,226 | 1:31,708 | –        | 20    |
| 16   | Witali Petrow      | Renault              | 1:31,638 | 1:31,796 | –        | 15    |
| 17   | Sébastien Buemi    | Toro Rosso-Ferrari   | 1:31,901 | 1:32,012 | –        | 16    |
| 18   | Jaime Alguersuari  | Toro Rosso-Ferrari   | 1:32,430 | –        | –        | 17    |
| 19   | Heikki Kovalainen  | Lotus-Cosworth       | 1:34,405 | –        | –        | 18    |
| 20   | Timo Glock         | Virgin-Cosworth      | 1:34,775 | –        | –        | 19    |
| 21   | Jarno Trulli       | Lotus-Cosworth       | 1:34,864 | –        | –        | 21    |
| 22   | Lucas di Grassi    | Virgin-Cosworth      | 1:35,212 | –        | –        | 22    |
| 23   | Karun Chandhok     | HRT-Cosworth         | 1:36,576 | –        | –        | 23    |
| 24   | Sakon Yamamoto     | HRT-Cosworth         | 1:36,968 | –        | –        | 24    |

Anmerkungen
1. ↑  Liuzzi erhielt aufgrund einer Behinderung von Hülkenberg eine Startplatzstrafe von fünf Plätzen.

### Rennen
| Pos. | Fahrer             | Konstrukteur         | Runden | Stopps | Zeit        | Start | Schnellste Runde |
| ---- | ------------------ | -------------------- | ------ | ------ | ----------- | ----- | ---------------- |
| 01   | Mark Webber        | Red Bull-Renault     | 52     | 1      | 1:24:38,200 | 02    | 1:32,364 (45.)   |
| 02   | Lewis Hamilton     | McLaren-Mercedes     | 52     | 1      | + 1,360     | 04    | 1:32,758 (43.)   |
| 03   | Nico Rosberg       | Mercedes             | 52     | 1      | + 21,307    | 05    | 1:32,952 (50.)   |
| 04   | Jenson Button      | McLaren-Mercedes     | 52     | 1      | + 21,986    | 14    | 1:33,003 (52.)   |
| 05   | Rubens Barrichello | Williams-Cosworth    | 52     | 1      | + 31,456    | 08    | 1:33,615 (50.)   |
| 06   | Kamui Kobayashi    | Sauber-Ferrari       | 52     | 1      | + 32,171    | 12    | 1:33,558 (52.)   |
| 07   | Sebastian Vettel   | Red Bull-Renault     | 52     | 1      | + 36,734    | 01    | 1:31,967 (52.)   |
| 08   | Adrian Sutil       | Force India-Mercedes | 52     | 1      | + 40,932    | 11    | 1:34,337 (42.)   |
| 09   | Michael Schumacher | Mercedes             | 52     | 1      | + 41,599    | 10    | 1:34,171 (47.)   |
| 10   | Nico Hülkenberg    | Williams-Cosworth    | 52     | 1      | + 42,012    | 13    | 1:33,989 (48.)   |
| 11   | Vitantonio Liuzzi  | Force India-Mercedes | 52     | 1      | + 42,459    | 20    | 1:34,018 (51.)   |
| 12   | Sébastien Buemi    | Toro Rosso-Ferrari   | 52     | 1      | + 47,627    | 16    | 1:32,980 (52.)   |
| 13   | Witali Petrow      | Renault              | 52     | 2      | + 59,374    | 15    | 1:32,484 (52.)   |
| 14   | Fernando Alonso    | Ferrari              | 52     | 3      | + 1:02,385  | 03    | 1:30,874 (52.)   |
| 15   | Felipe Massa       | Ferrari              | 52     | 2      | + 1:07,489  | 07    | 1:31,646 (52.)   |
| 16   | Jarno Trulli       | Lotus-Cosworth       | 51     | 1      | + 1 Runde   | 21    | 1:36,519 (44.)   |
| 17   | Heikki Kovalainen  | Lotus-Cosworth       | 51     | 1      | + 1 Runde   | 18    | 1:36,251 (48.)   |
| 18   | Timo Glock         | Virgin-Cosworth      | 50     | 1      | + 2 Runden  | 19    | 1:36,415 (49.)   |
| 19   | Karun Chandhok     | HRT-Cosworth         | 50     | 1      | + 2 Runden  | 23    | 1:38,798 (40.)   |
| 20   | Sakon Yamamoto     | HRT-Cosworth         | 50     | 1      | + 2 Runden  | 24    | 1:38,309 (50.)   |
| –    | Jaime Alguersuari  | Toro Rosso-Ferrari   | 44     | 1      | DNF         | 17    | 1:33,748 (43.)   |
| –    | Pedro de la Rosa   | Sauber-Ferrari       | 29     | 2      | DNF         | 09    | 1:35,883 (23.)   |
| –    | Robert Kubica      | Renault              | 19     | 1      | DNF         | 06    | 1:36,846 (12.)   |
| –    | Lucas di Grassi    | Virgin-Cosworth      | 9      | 0      | DNF         | 22    | 1:40,641 (07.)   |

## WM-Stände nach dem Rennen
Die ersten zehn des Rennens bekamen 25, 18, 15, 12, 10, 8, 6, 4, 2 bzw. 1 Punkt(e).

### Fahrerwertung
| Pos. | Fahrer             | Konstrukteur         | Punkte |
| ---- | ------------------ | -------------------- | ------ |
| 01   | Lewis Hamilton     | McLaren-Mercedes     | 145    |
| 02   | Jenson Button      | McLaren-Mercedes     | 133    |
| 03   | Mark Webber        | Red Bull-Renault     | 128    |
| 04   | Sebastian Vettel   | Red Bull-Renault     | 121    |
| 05   | Fernando Alonso    | Ferrari              | 98     |
| 06   | Nico Rosberg       | Mercedes             | 90     |
| 07   | Robert Kubica      | Renault              | 83     |
| 08   | Felipe Massa       | Ferrari              | 67     |
| 09   | Michael Schumacher | Mercedes             | 36     |
| 10   | Adrian Sutil       | Force India-Mercedes | 35     |
| 11   | Rubens Barrichello | Williams-Cosworth    | 29     |
| 12   | Kamui Kobayashi    | Sauber-Ferrari       | 15     |
| 13   | Vitantonio Liuzzi  | Force India-Mercedes | 12     |

| Pos. | Fahrer            | Konstrukteur       | Punkte |
| ---- | ----------------- | ------------------ | ------ |
| 14   | Sébastien Buemi   | Toro Rosso-Ferrari | 7      |
| 15   | Witali Petrow     | Renault            | 6      |
| 16   | Jaime Alguersuari | Toro Rosso-Ferrari | 3      |
| 17   | Nico Hülkenberg   | Williams-Cosworth  | 2      |
| 18   | Pedro de la Rosa  | Sauber-Ferrari     | 0      |
| 19   | Heikki Kovalainen | Lotus-Cosworth     | 0      |
| 20   | Karun Chandhok    | HRT-Cosworth       | 0      |
| 21   | Lucas di Grassi   | Virgin-Cosworth    | 0      |
| 22   | Jarno Trulli      | Lotus-Cosworth     | 0      |
| 23   | Bruno Senna       | HRT-Cosworth       | 0      |
| 24   | Timo Glock        | Virgin-Cosworth    | 0      |
| 25   | Sakon Yamamoto    | HRT-Cosworth       | 0      |

### Konstrukteurswertung
| Pos. | Konstrukteur         | Punkte |
| ---- | -------------------- | ------ |
| 01   | McLaren-Mercedes     | 278    |
| 02   | Red Bull-Renault     | 249    |
| 03   | Ferrari              | 165    |
| 04   | Mercedes             | 126    |
| 05   | Renault              | 89     |
| 06   | Force India-Mercedes | 47     |

| Pos. | Konstrukteur       | Punkte |
| ---- | ------------------ | ------ |
| 07   | Williams-Cosworth  | 31     |
| 08   | Sauber-Ferrari     | 15     |
| 09   | Toro Rosso-Ferrari | 10     |
| 10   | Lotus-Cosworth     | 0      |
| 11   | HRT-Cosworth       | 0      |
| 12   | Virgin-Cosworth    | 0      |